# Rolim de Moura
Rolim de Moura es un municipio brasileño del estado de Rondônia. Es el municipio más importante de la región de la Zona da Mata de Rondônia.

## Geografía
Se localiza a una latitud 11°48′13″ S y a una longitud 61°48′12″ O, estando a una altitud de 290 metros. 
Posee un área de 1487,35 km².
Rolim de Moura População Total 47.196 2010:
Urbana:37.216
Rural:11.564
Mujeres:21.886
Hombres:21.415

## Historia
El nombre de la ciudad fue dado en homenaje al Vizconde de Azambuja (Don Antônio Rolim de Moura Tavares), según gobernador de la capitanía de Mato Grosso, por los relevantes servicios prestados a la región del valle del Guaporé. 
A mediados de la década de 1970 los gobiernos militares crearon, a través de la propaganda, con base en la Ley de Seguridad Nacional, la necesidad de ocupar la Amazonia. Fue de ahí que, en 1979, se originó el Proyecto de Colonización Rolim de Moura (destinado al asentamiento de colonos excedentes de la extensión del Proyecto Integrado de Colonización GY Paraná o Ji-Paraná), implantado en el área por el INCRA, que distribuyó lotes de tierras rurales a miles de familias. A partir de ahí las personas que llegaron en las centenas comenzaron a construir la ciudad, inicialmente formada por infraviviendas. Rolim de Moura fue elevada la categoría de municipio a través del Decreto Ley Estatal n.º 071, del 5 de agosto de 1983, separado del área de Cacoal. 
Su primer prefecto fue Valdir Raupp de Arbustos, electo el 9 de diciembre de 1984, que tomó posesión el día 1 de enero de 1985.

## Subdivisiones

### Barrios
- Orilla Río
- Boa Esperança
- Buen Jardín
- Centenario
- Centro
- Ciudad Alta
- Industrial
- Jardín Eldorado
- Jardín Tropical
- Nueva Morada
- Olímpico
- Meseta
- Son Cristovão
- Nueva Esplanada

### Distritos
Nueva Estrella de Rondônia es el único distrito de Rolim de Moura, situado en la RO-010 a 25 km de la sede del municipio. Es uno de los más modernos distritos de Rôndonia, con Puesto Policial y terminal entre las carreteras que une Rolim de Moura a la Pimenta Bueno y Cacoal.

### Zona Rural
La zona rural rolimourense es realizada por rutas vecinales paralelas numeradas llamadas en la región de "líneas". La distancia entre una línea y otra es en media 4 km. En el centro de la ciudad en el sentido norte-sur pasa a línea 184; las demás líneas son paralelas y su numeración acompaña al kilometraje.

## Economía
Es un importante polo regional, siendo la ciudad más populosa y económicamente activa de la zona, con una población de 50.648 habitantes (IBGE 2010) y un área de 1.458 km², con una región de influencia que cubre los municipios de Alta Floresta d'Oeste, Alto Alegre de los Parecis, Castanheiras, Nueva Brasilândia d'Oeste, Novo Horizonte del Oeste, Parecis, Santa Luzia d'Oeste y São Filipe d'Oeste, totalizando una población de cerca de 151.000 habitantes y un área de 19.664 km². 
Las principales fuentes de recursos de la microrregión es la agropecuaria y a industria maderera, las plantaciones de relevancia son las de arroz, café, maíz y frijol, la ganadería extensiva ocupa gran espacio geográfico que alberga 1.572.113 cabezas de ganado, el crecimiento del rebaño microrregional está estancado por la sobreexplotación de los pastizales, por lo que existe un fuerte movimiento de migración del rebaño de corte al lechero debido a la instalación de nuevas industrias de procesamiento de leche. 

### Turismo
Un gran atractivo turístico son las fiestas que ocurren regularmente y atraen muchos jóvenes de municipios vecinos. Entre las principales fiestas podemos citar:
- Baile Años Incríveis
- Baile del Havaí
- Baile Universitario@Fest
- Piseiro Universitario
- Fiesta Universitária
- EXPOAGRO
- Fiesta Negro y Blanco
- Fiesta del Patrão
- Fiesta del Tambaqui
- Etapas Regionales de Fusca Cross y Motocross
- Copa ASPOCIROM de Futbol Suiço (Policía Civil)
- Copa Tiradentes de Futbol Suiço Nuevos y Veteranos (Policía Militar)
- Copa ROTARY de Fútbol de salón
- Copa CONECTIVA CURSOS de fútbol de salón
- Fiesta del Maíz
- Festival de Integración del Centro Educacional

### Servicios

#### Educación superior
- Universidad Federal de Rondônia (UNIR) — pública;
- Universidad Abierta del Brasil (UAB) - pública (Bimodal)
- Facultad de Rolim de Moura (Faro) — particular;
- Universidad Norte de Paraná (UNOPAR Virtual) — particular (educación a distancia).
- Facultad São Paulo (FSP) — particular.
- Universidad del estado del Tocantins (UNITINS/EADCON) — particular (educación a distancia).